# Hans Löscher (Schauspieler)
Hans Löscher (* 12. April 1911 in München; † 7. Dezember  1999 ebenda) war ein deutscher Sänger, Schauspieler, Conférencier, Gastspieldirektor und Gründer des Verbandes der Rundfunkhörer.

## Leben
Am 6. Februar 1929 hatte Löscher seinen ersten Gesangsauftritt in einer Sendung seines Vaters, des Schauspielers Dominik Löscher.
1949 gründete Löscher den Verband der Rundfunkhörer. Ein Ziel des Verbandes war, dass die Hörer mehr Mitspracherecht bei der Gestaltung der Programme haben sollten.
Ab 1952 betrieb er in über 500 Veranstaltungen und Diskussionsabenden die Öffentlichkeitsarbeit für den Bayerischen Rundfunk (BR).
1955 startete die Hörfunkserie Familie Brandls, bei der er maßgeblich mitwirkte.
1971 bekam der damals Sechzigjährige die Rolle des Schneiders in dem Stück „Matheis bricht´s Eis“. Eine weitere Fernsehrolle war die Rolle des Herrn Buberl in der Serie „Löwengrube“.
In zahlreichen Tourneen durch Bayern machte Löscher die Radiohörer mit zum Beispiel Georg Blädel und Michl Lang bekannt.
Der BR ehrte ihn 1971 mit der Goldenen Verdienstmedaille des Bayerischen Rundfunks
Mehrmals sprach Löscher für die Meister Eder und sein Pumuckl-Hörspiele Rollen ein. In der Radiohörspielserie war dies bei den Folgen Der Grantler (als Anrufer), Pumuckl will Schreiner werden (als Fritz Windlechner) und Pumuckl will eine Uhr haben (als Uhrmacher Herr Meiselt) der Fall. Zudem sprach er in der LP-Reihe mit anderen Sprechern und teils verkürzten Dialogen in der Folge Pumuckl und die Musik den Gitarrenspieler Georg „Schorsch“ Bichler, jedoch wurde sein Beitrag in der neuen Reihe nicht beibehalten, sondern von Alexander Malachowsky neu eingesprochen.
„Ein Leben für den Funk“ betitelte Hans Löscher seine 1994 im Buchendorfer Verlag erschienene Lebensgeschichte.
Was Löscher auszeichnete, war seine auch im hohen Alter jugendlich und lausbubenhaft klingende Stimme.
Hans Löscher war verheiratet mit der Tochter der Filmschauspielerin Elise Aulinger. Seine Großmutter war eine berühmte Ballerina der Wiener Hofoper, sein Großvater der österreichische Graf Hardegg. Löscher hat eine Tochter und zwei Söhne. Sein Grab ist am Münchener Waldfriedhof.

## Filmografie (Auswahl)
- 1972: Der Komödienstadel: Mattheis bricht’s Eis – als Schneider auf der Stöhr
- 1973: Der Komödienstadel: Die drei Dorfheiligen – als Peter Söllböck
- 1976: Zwickelbach & Co. (13 Folgen)
- 1985: Der Komödienstadel: Wenn der Hahn kräht – als Korbinian Witt, Schneider

## Auszeichnungen
- Goldene Verdienstmedaille des Bayerischen Rundfunks 1971
- Bayerischer Verdienstorden 1979
- Medaille München leuchtet 1981
- Bundesverdienstkreuz am Bande 1992